# Ленглі (Вірджинія)
Ленглі англ. Langley — невключена територія у переписній місцевісті Маклін, що в окрузі Феєрфакс, штат Вірджинія, США. Тут знаходиться штаб-квартира ЦРУ США, колоніальна ферма Клод Мур Служби національних парків США та Вища школа Ленглі, заснована у 1965 році. Ленглі знаходиться у 13 км від столиці США Вашингтона і є його передмістям.

## Історія

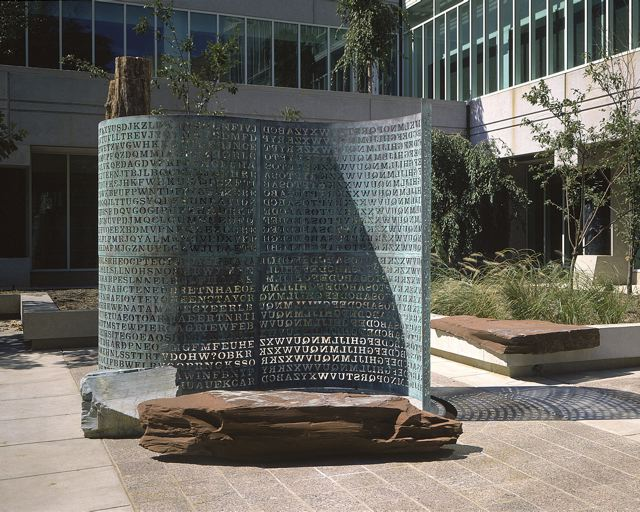
Криптос біля штаб-квартири ЦРУ в Ленглі

У 1719 році Томас Лі придбав ділянку землі у шостого за рахунком Лорда Ферфакса, у честь якого було названо графство Ферфакс, де розташовується місто Маклін. Цю місцевість Лі назвав Ленглі — у честь свого рідного міста в графстві Шропшир Англія. Томас Лі сам ніколи не жив у цій місцевості. Ленглі незабаром став домівкою для багатьох європейських поселенців. Серед них були дуже багаті люди, яким Англія дарувала землю, і які розбили великі плантації в цьому районі.
У ході Англо-американської війна, у 1812 році, президент Джеймс Медісон та його дружина Доллі втекли, під час облоги Вашингтона британськими військами, та знайшли прихисток у родичів у Ленглі. Під час Громадянської війни у США Ленглі служив опорним пунктом федератів у штаті Вірджинія. Тут знаходилися два форти — Кемп Ґріффін та Кемп Пірпонт, де розташовувалися війська, що обороняли Вашингтон.
У 1903 році, коли була побудована залізниця, що з'єднала місцевості Ґрейт-Фоллз та Олд-Домініон, став визначальним в історії Ленглі. Джон Маклін, президент компанії «Вашингтон Ґес Лайт Компані», пізніше він став редактором газети «Вашингтон Пост», та сенатор Західної Вірджинії Стівен Б. Елкінс, разом розробили план по будівництву залізниці, яка б могла доправляти відпочиваючих з Вашингтона в сусідній Ґрейт-Фоллз.
У 1906 році залізниця почала функціонувати, і чисельність населення Ленглі швидко зростала.

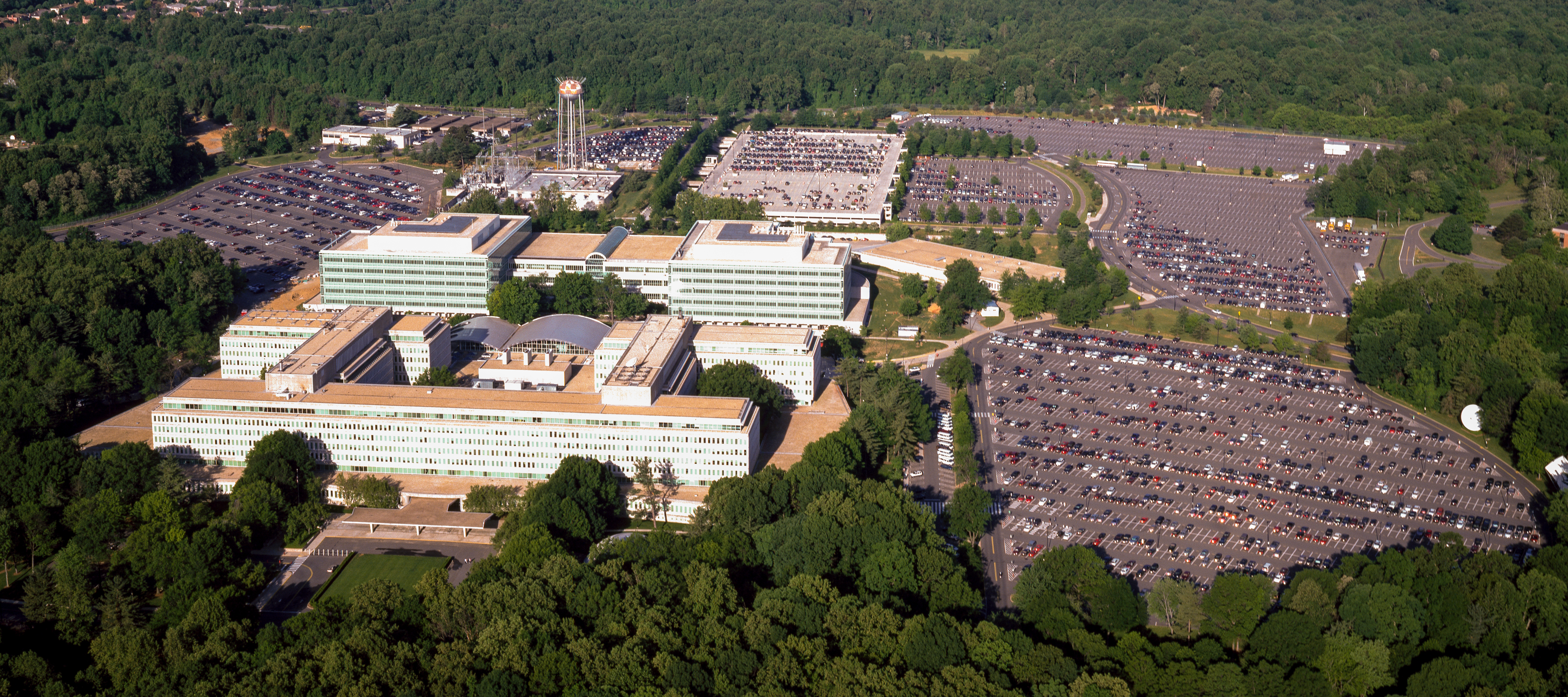
Вигляд ЦРУ з повітря

## Центральне розвідувальне управління
Ленглі найбільш відомий тим, що тут знаходиться штаб-квартира ЦРУ США, також відома як Розвідувальний центр імені Джорджа Буша. Часто слово «Ленглі» вживають як синонім ЦРУ. Комплекс будівель ЦРУ належить уряду США.
У 1959 році федеральний уряд почав будівництво штаб-квартири Центрального Розвідувального Управління. Будівництво було завершено в 1961 році. Нова будівля штаб-квартири було побудовано у 1991 році.